# Бродвеј
Бродвеј (енгл. Broadway) је широки булевар на Менхетну у Њујорку. Простире се од Бронкса до округа Вестчестер. Дуж улице се налази велики број тргова и паркова укључујући и Тајмс сквер, по чему је улица можда и најпознатија, као и многобројна позоришта.
Бродвеј је настао након усаглашеног ортогоналног уређења Менхетна крајем 19. века мада сам пут има пуно дужу традицију. Бродвеј је пре колонизације био основни пут Индијанцима, који су га одабрали као најбржу трансверзалу за прелаз са једног краја острва на други.